# Deutsche Sledge-Eishockey Liga 2002/03
Die Saison 2002/03 war die dritte Spielzeit der Deutschen Sledge-Eishockey Liga. Durch die Aufnahme der Yetis Wiehl nahmen mit den Bremer Pirates, Cardinals Dresden und Hannover Scorpions erstmals vier Mannschaften am Spielbetrieb teil. Den Titel des Deutschen Meisters sicherten sich zum dritten Mal in Folge die Hannover Scorpions.

## Modus
Die vier Mannschaften trugen die Spielzeit im Ligasystem aus. Dabei spielte jedes Team insgesamt sechsmal und somit zweimal gegen jedes andere Mannschaft. Insgesamt umfasste die Saison zwölf Spiele. Für einen Sieg gab es wie in der Premierensaison zwei Punkte, bei einem Unentschieden für jede Mannschaft einen.

## Saisonverlauf
Auch durch die Aufnahme der Yetis Wiehl änderte sich nichts an der Vormachtstellung der Hannover Scorpions, die auch im dritten Spieljahr ungeschlagen den Meistertitel erringen konnten. Eine überraschend starke Mannschaft aus Wiehl sicherte sich den Titel des Vizemeisters, noch vor den etablierten Teams aus Dresden und Bremen. Die Bremen blieben auch in ihrer dritten Saison weiter sieglos, konnten aber im Saisonverlauf fünf Tore erzielen.

## Abschlusstabelle
Abkürzungen: Sp = Spiele, S = Siege, U = Unentschieden, N = Niederlagen, ET = Erzielte Tore, GT = Gegentore, TD = Tordifferenz, Pkt = Punkte
| Pos |                    | Sp | S | U | N | ET | GT | TD  | Pkt |
| --- | ------------------ | -- | - | - | - | -- | -- | --- | --- |
| 1   | Hannover Scorpions | 6  | 6 | 0 | 0 | 58 | 8  | +50 | 12  |
| 2   | Yetis Wiehl        | 6  | 4 | 0 | 2 | 24 | 22 | +2  | 8   |
| 3   | Cardinals Dresden  | 6  | 2 | 0 | 4 | 24 | 34 | −10 | 4   |
| 4   | Bremer Pirates     | 6  | 0 | 0 | 6 | 5  | 47 | −42 | 0   |